# Carex firma
Carex firma là một loài thực vật có hoa trong họ Cói. Loài này được Host mô tả khoa học đầu tiên năm 1797.

## Hình ảnh

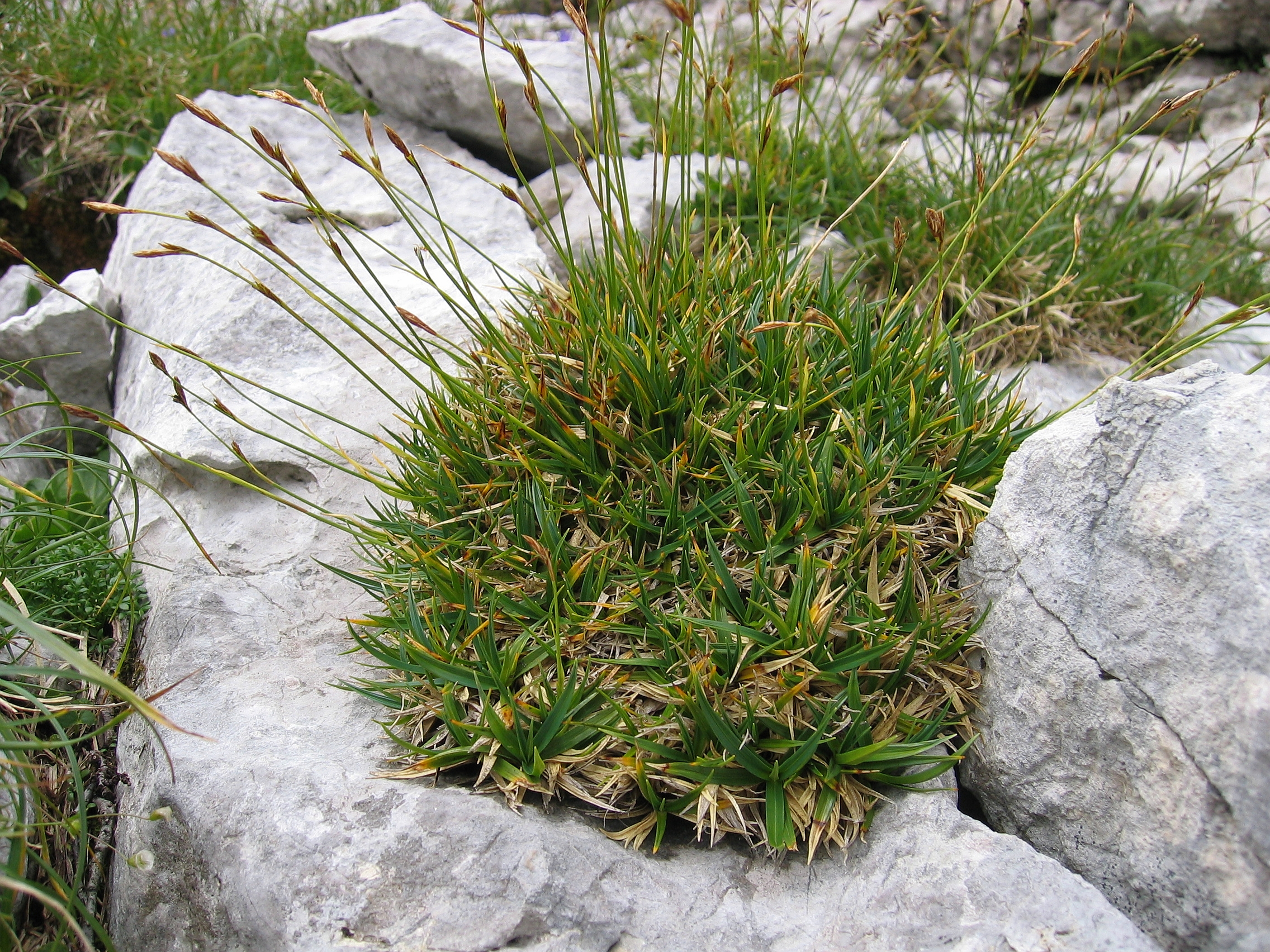
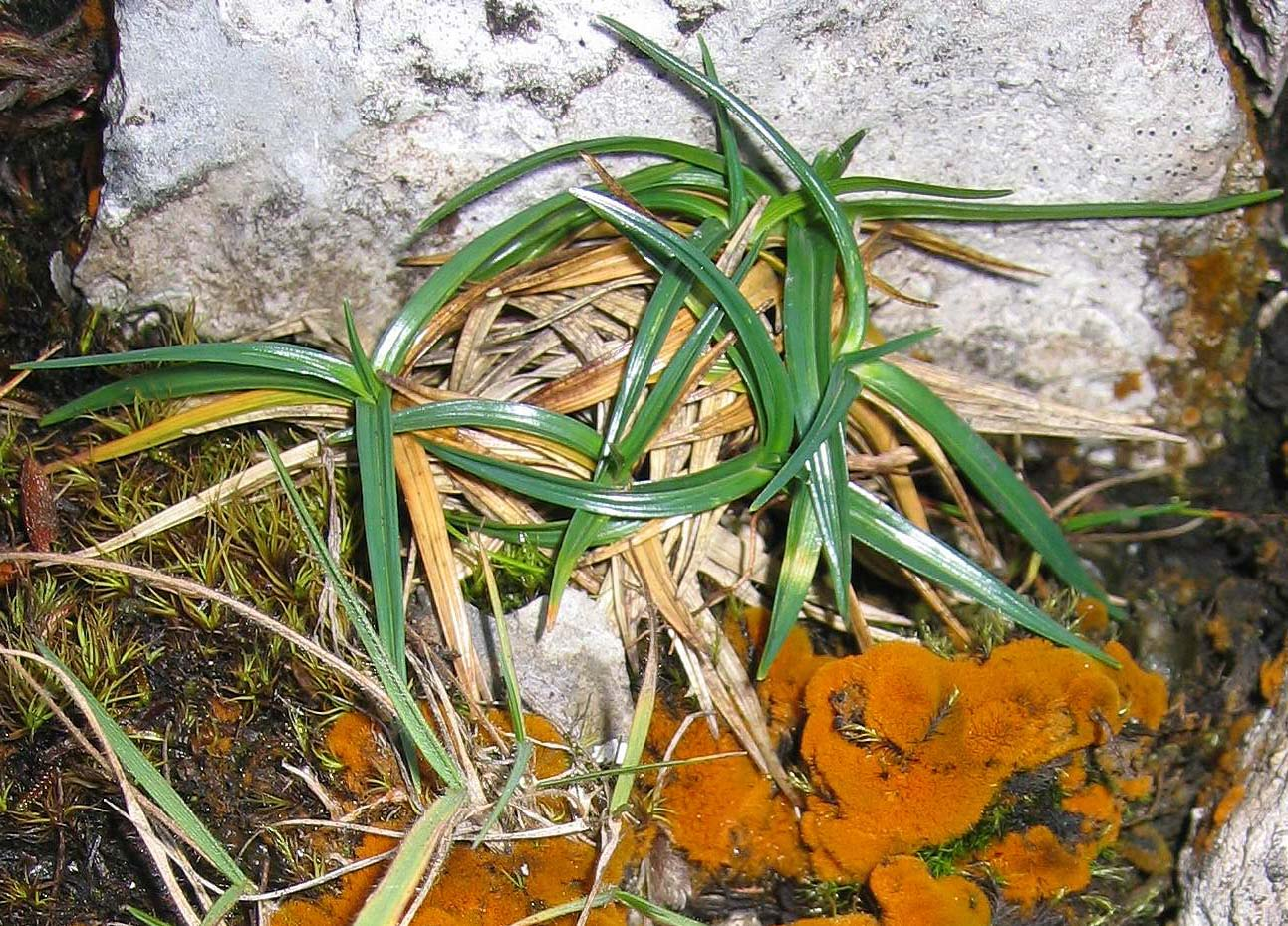
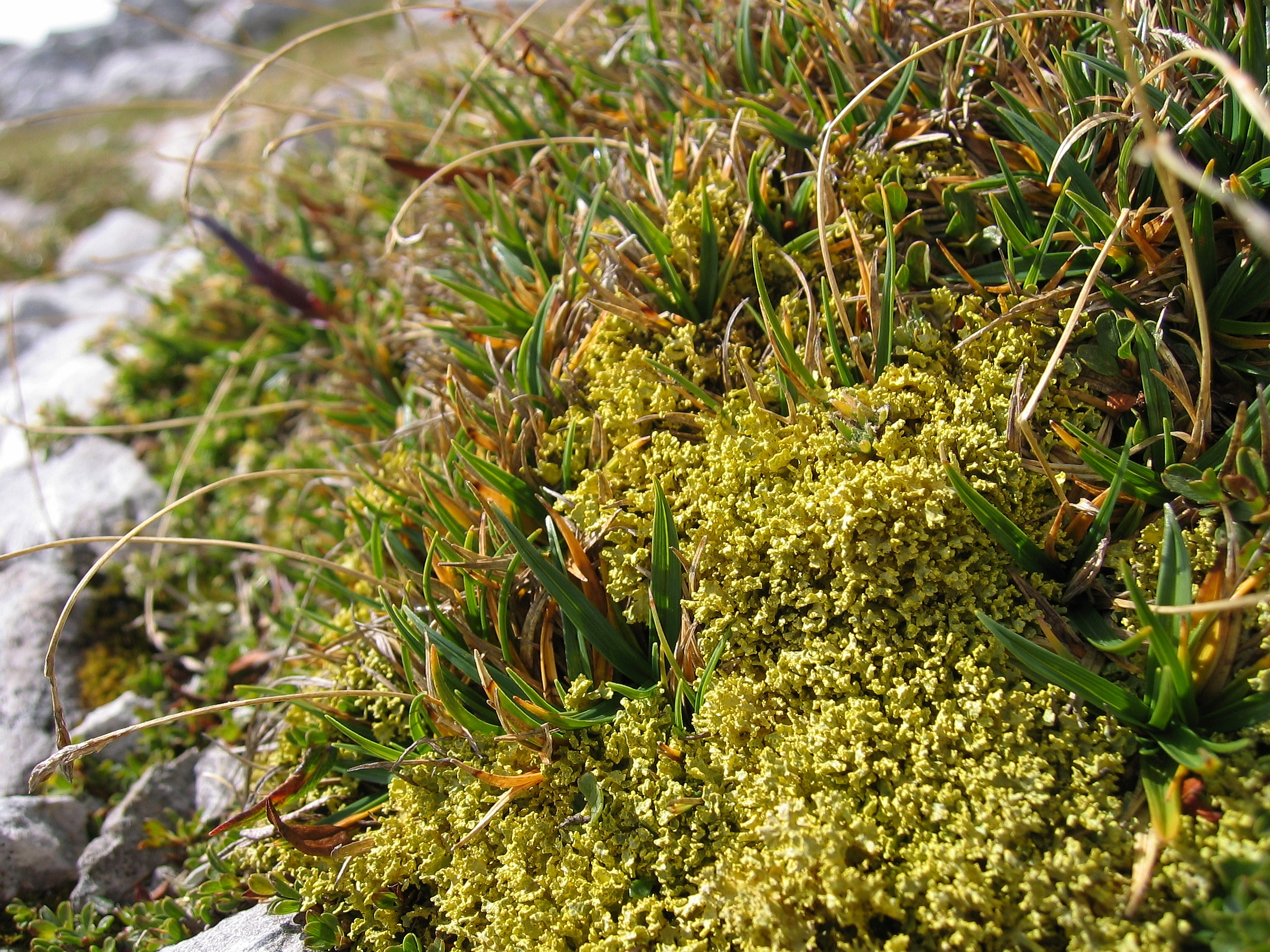
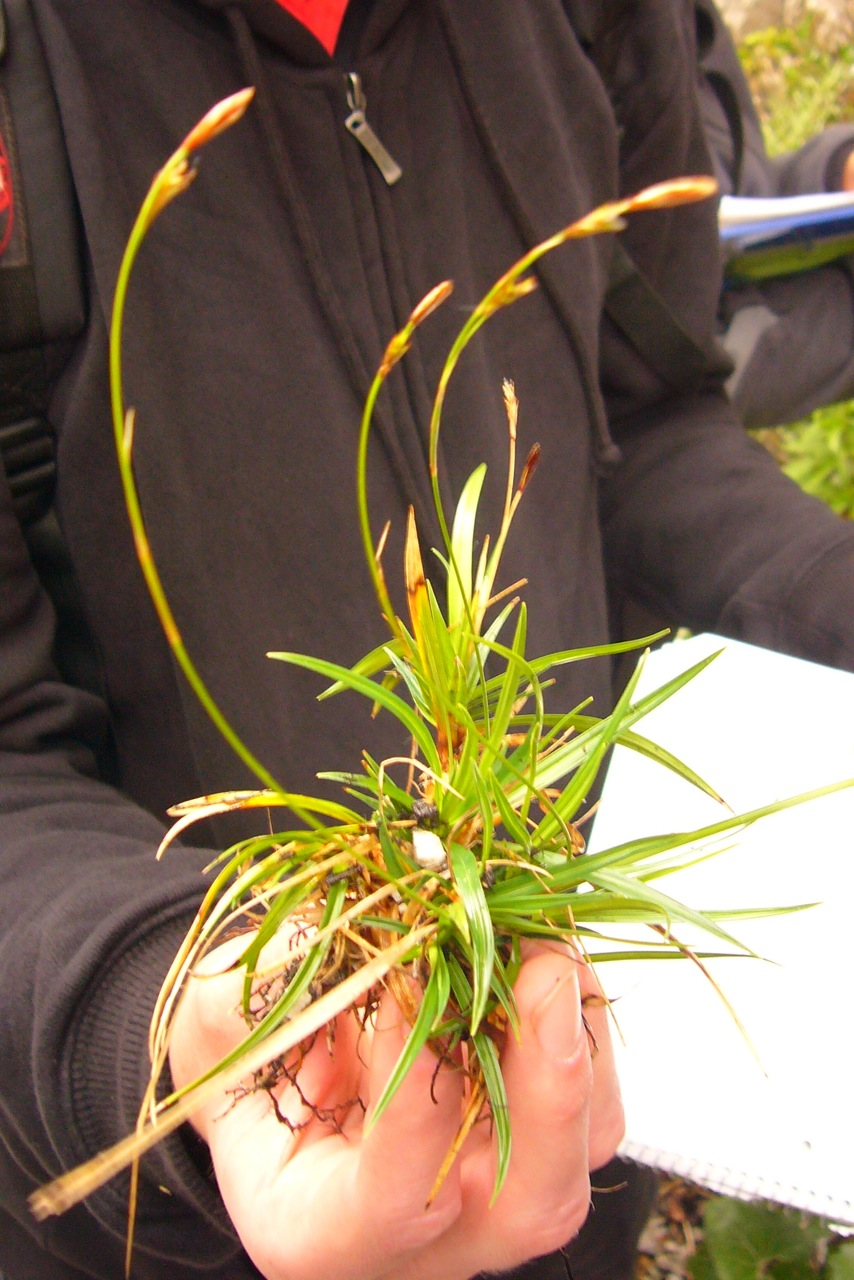